# Lijst van voetbalinterlands Bulgarije - Kroatië
Deze lijst van voetbalinterlands is een overzicht van alle officiële voetbalwedstrijden tussen de nationale teams van Bulgarije en Kroatië. De landen hebben tot op heden negen keer tegen elkaar gespeeld. De eerste wedstrijd, een vriendschappelijk duel, was op 12 april 1942 in Zagreb. De laatste confrontatie, eveneens een vriendschappelijke wedstrijd, vond plaats op 29 maart 2022 in Ar Rayyan (Qatar).

## Wedstrijden
| № | Plaats    | Datum            | Competitie           | Wedstrijd           | Uitslag |
| - | --------- | ---------------- | -------------------- | ------------------- | ------- |
| 1 | Zagreb    | 12 april 1942    | Vriendschappelijk    | Kroatië – Bulgarije | 6 – 0   |
| 2 | Rijeka    | 13 februari 2002 | Vriendschappelijk    | Kroatië – Bulgarije | 0 – 0   |
| 3 | Sofia     | 12 oktober 2002  | EK 2004 kwalificatie | Bulgarije – Kroatië | 2 – 0   |
| 4 | Zagreb    | 11 oktober 2003  | EK 2004 kwalificatie | Kroatië – Bulgarije | 1 – 0   |
| 5 | Zagreb    | 9 oktober 2004   | WK 2006 kwalificatie | Kroatië – Bulgarije | 2 – 2   |
| 6 | Sofia     | 4 juni 2005      | WK 2006 kwalificatie | Bulgarije – Kroatië | 1 – 3   |
| 7 | Sofia     | 10 oktober 2014  | EK 2016 kwalificatie | Bulgarije – Kroatië | 0 – 1   |
| 8 | Zagreb    | 10 oktober 2015  | EK 2016 kwalificatie | Kroatië – Bulgarije | 3 – 0   |
| 9 | Ar Rayyan | 29 maart 2022    | Vriendschappelijk    | Kroatië − Bulgarije | 2 − 1   |

## Samenvatting
| Competitie        | Totaal gespeeld | Winst Bulgarije | Gelijk | Winst Kroatië | Doelsaldo Bulgarije – Kroatië |
| ----------------- | --------------- | --------------- | ------ | ------------- | ----------------------------- |
| WK-kwalificatie   | 2               | 0               | 1      | 1             | 3 − 5                         |
| EK-kwalificatie   | 4               | 1               | 0      | 3             | 2 − 5                         |
| Vriendschappelijk | 3               | 0               | 1      | 2             | 1 − 8                         |
| Totaal            | 9               | 1               | 2      | 6             | 6 − 18                        |

Wedstrijden bepaald door strafschoppen worden, in lijn met de FIFA, als een gelijkspel gerekend.

## Details

### Zevende ontmoeting
| EK 2016 kwalificatie (scheidsrechter Antonio Mateu Lahoz, Sofia, 10 oktober 2014): |              | |
| Bulgarije | 0 – 1        | Kroatië |
| | goals        | 36' (e.d.) Nikolaj Bodurov |
| Ljoeboslav Penev | bondscoach   | Niko Kovač |
| Vladislav Stojanov Jordan Minev Apostol Popov Stanislav Manolev Nikolaj Bodurov Petar Zanev 46' Vladimir Gadzhev 68' Ivelin Popov Svetoslav Djakov Georgi Milanov Iliyan Mitsanski 46' | opstellingen | Danijel Subašić Darijo Srna Vedran Ćorluka Domagoj Vida Luka Modrić Danijel Pranjić 80' Ivan Rakitić Ivan Perišić Marcelo Brozović Ivica Olić Mario Mandžukić |
| Georgi Iliev 46' Andrey Galabinov 46' Aleksandar Tonev 79' | wissels      | 80' Mateo Kovačić |
| Petar Zanev 16' | gele kaarten | 23' Marcelo Brozović 52' Domagoj Vida 84' Ivica Olić |